# 伊勢電気鉄道デハ121形電車

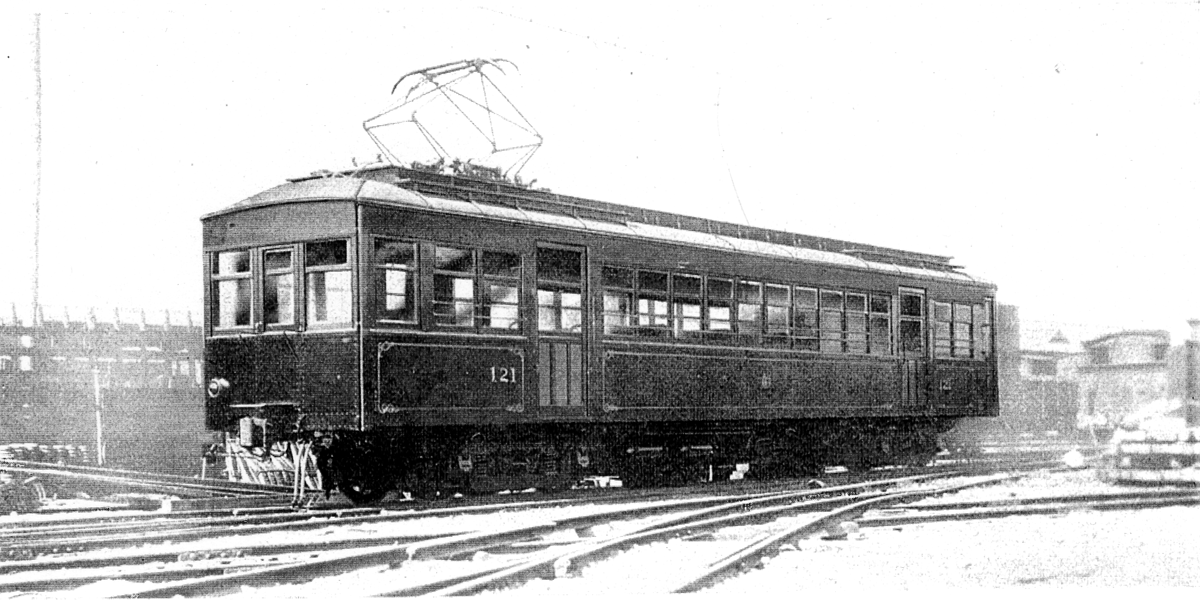
デハ121形デハ121（完成時撮影のメーカーカタログ写真）

伊勢電気鉄道デハ121形電車（いせでんきてつどうデハ121がたでんしゃ）は伊勢電気鉄道が1926年に導入した、制御電動車形式の電車である。のちに関西急行鉄道に引き継がれモ5121形となった。保有企業の合併・改名により、運行を終了した時点では近畿日本鉄道に所属していた。

## 導入までの経緯
四日市と津を直接結び、伊勢湾中部沿岸地方への鉄道敷設を企図した伊勢鉄道（現存する第三セクター鉄道である伊勢鉄道とは無関係）は、1915年に一身田町 - 白子間を部分開業。その後も延伸を繰り返し1924年（大正13年）に津市（後の津新地） - 四日市間が開業した。しかし1924年の利用者は前年の半分まで落ち込んでいた。これは自動車や省線に旅客が転移したと考えられており、自動車に対抗するため、また電車における高頻度・高速運転を行う必要性から同社は電化を計画。1925年10月に電気動力併用認可を申請、翌1926年3月に認可された。そして1926年12月の電化完成に際し伊勢鉄道改め伊勢電気鉄道向けにデハニ101形と共に製造されたのが本形式であった。

## 車種構成
本形式は、以下のように構成される。
1926年11月竣工
- デハ121形 制御電動車(Mc)
  - デハ121 - 122

製造は日本車輌製造（日車）である。

## 車体
本形式の特徴は同時期に製造された愛知電気鉄道電7形と全く同一の車体構造を持つ点である。そのため、最大寸法は全高4,167 mm・全幅2,641 mm・全長16,888 mmの半鋼製であり両運転台。運転台は前後車端部の妻面向かって右側にそれぞれ設置している。側面の窓配置はd2D10D3であり、運転台側には乗務員扉がなく、車掌台側のみ433 mm幅の狭い引戸による乗務員扉を設置するというレイアウトとなっている。各側窓の上下にはそれぞれウィンドウヘッダー・ウィンドウシルと呼ばれる補強帯が存在する。妻面は中央に貫通扉を設けた3枚窓構成である。屋根は浅く屋根上には歩み板（ランボード）が設置されていた。通風器はガーランド式で左右のランボードの下に等間隔で設置されている。
客室も同一であり客用扉間の中央部側窓6枚分に24名分の固定クロスシートを備えており、その前後の客用扉を挟んだ前後2枚ずつの側窓に該当する部分にロングシートを設置した。
塗装についてはデハニ101形と同様のあずき色としており、関西急行鉄道に合併された際に緑色になっている。その後1959年ごろからは近鉄マルーンになった。

## 主要機器
主要機器についてはデハニ101形と同様であり、主電動機はK7-653Aで48 kWのものを4基、吊り掛け式で装架している。制御器も同一のHL形でありブレーキは非常直通ブレーキを採用した。ただし台車は異なり日車のD形である。

## 改造・改番
伊勢電気鉄道を合併した参宮急行電鉄は、1941年に関西急行鉄道に改組した。この時に改番が行われデハ121形はモ5121形となった。
デハ121形デハ121 - 122 → モ5121形モ5121 - 5122
その後1943年に座席を全てロングシートとしている。
また時期は不明ながら更新工事前までに制御器をABN形に、ブレーキをA動作弁の自動空気ブレーキに交換している。またこれも時期は不明ながら手動扉から自動扉になっている。
1960年には更新修繕を実施し、ウインドウシル・ヘッダーを除去、屋根上の歩み板も撤去となり雨戸を設置、また運転台側にも乗務員室扉を設置した。またHゴムを妻面・戸袋窓・2段窓の上段に採用しいわゆるバス窓となった。

## 運用・廃車
同車は当初より各停、区間用として伊勢電気鉄道本線において使用されその後も養老線、伊勢線を中心にク5421形などと2両編成を組み使用されていた。1959年の名古屋線改軌直前にはクニ5421形（2代）や制御車代用として使用されていたモ6241形モ6241ととも編成を組み神戸線(現・鈴鹿線)でも使用された。名古屋線の改軌において本形式は対象外となったことから、同じく対象外となった(デハニ111形→)モ5111形やク5411形と伊勢線において廃線となるまで使用された。廃線後は養老線に転属し、1970年11月にモ5121が、1971年2月にモ5122が廃車となり形式消滅した。